# Dancing in the Street
Singles de Martha and the Vandellas
In My Lonely Room (en)
(1964) Wild One (en)
(1964)
Dancing in the Street est une chanson américaine écrite par William Stevenson, Ivory Joe Hunter et Marvin Gaye.
La chanson a connu plusieurs interprétations importantes, la première étant celle de Martha and the Vandellas en juillet 1964 chez Motown records sous le label Gordy. Il s'agit d'un titre emblématique des débuts de la Motown, et c'est aussi le titre qui a fait connaitre Martha Reeves et son groupe.
La version interprétée par Martha and the Vandellas a reçu le Grammy Hall of Fame Award en 1999 et a été inscrite en 2005 au Registre national des enregistrements (National Recording Registry) de la bibliothèque du Congrès à Washington pour son importance culturelle,.

## Reprises
La reprise la plus célèbre du titre est sans doute celle de Mick Jagger et David Bowie en 1985, dans le cadre du Live Aid et qui est aussi disponible sur la compilation Nothing Has Changed de Bowie sortie en 2014. Entre autres interprètes de la chanson, on peut citer :
- The Kinks sur l'album Kinda Kinks (1965)
- The Mamas and the Papas sur l'album The Mamas and the Papas (1966)
- Ramsey Lewis Trio sur l'album Dancing in the Street (1968)
- Laura Nyro sur l'album Gonna Take a Miracle (1971)
- Little Richard sur l'album The King of Rock and Roll (1971)
- Black Oak Arkansas sur l'album Street Party (1974)
- Grateful Dead sur l'album Terrapin Station (1977), en concert, ou encore sur des albums d'archives.
- Neil Diamond sur l'album September Morn (1979)
- Fred Frith sur l'album Gravity (1980)
- Van Halen sur l'album Diver Down (1982)
- Nikki Webster sur l'album Let's Dance (2004)
- The Who en concert (des versions sont parues sur le maxi Won't Get Fooled Again et l'album BBC Sessions)
- Phil Collins sur l'album Going Back (2010)
- Fito Páez sur l'album Canciones para Áliens (2010)

Ainsi que Sylvie Vartan, Dusty Springfield, Atomic Kitten, Human Nature, Karen Carpenter, Leningrad Cowboys avec les Chœurs de l'Armée rouge,...

## Utilisations
Dancing in the Street est utilisée dans le film Good Morning England (2009), dans sa version "originale" par Martha and the Vandellas.